# Багатирі
Багатирі — дві великі каменеві скелі, що нагадують багатирів. Були розташовані у Дніпрових порогів між Стрільчою та Багатирською заборами, між селами Волоське та Майорівка.
Один з багатирів сидить у воді, біля правого берега Дніпра, а другий багатир вийшов із води й відступив на метрів на 5 від лівого берега річки.

## Козацькі легенди
За часів Дмитра Яворницького старі лоцмани оповідали про ті камінні Багатирі таку легенду:
«Колись-то, в дуже давню давнину, зійшлись тут два багатирі — руський та турецький; турецький став на лівому боці Дніпра, а руський на правому. Зійшлись та й кричать один одному через Дніпро. Перший говорить: «Уступи мені це місце; я тут оселюсь з своїм народом», а другий каже: «Уступи мені ти це місце; я заселю цей край, а ти геть звідціля». Сперечалися, сперечалися, а потім того руський багатир і каже: «Коли ж так, то давай краще поміряємось силами: хто кого пересилить, тому й одійде ця земля». «Давай», — каже турецький багатир. От узяли вони повідколупували зі скель камені однакової ваги, поставали біля Дніпра — один з одного боку, а другий з другого, та й давай шпурляти ті камені. Спершу вхопив у руку камінь турецький багатир та як кине його з лівого боку на правий, а він плюх та в воду. Куди там. Не тільки не перелетів через Дніпро, а навіть і до берега не долетів: сів у воді. Після того руський багатир як шпурнув свого каменя з правого боку на лівий, то він не тільки що перелетів через увесь Дніпро, а навіть упав на луках геть далі від Дніпра. «Ну, коли вже так, — каже турецький багатир, — то я піду далі з цієї землі, а заселятимеш цю землю вже ти». І пішов чужий багатир, а наш поселив тут свій народ на обох берегах Дніпра. На тому камені, що впав на лівому боці Дніпра, так там зостався й слід од руки; якраз там, де руський багатир брався за нього рукою, і досі видні і рука, і пальці, і долоня спереду на камені. «А скільки ж пудів ваги буде в тому каменю, як його перекинув через Дніпро руський багатир?» Ну, цього вже й змислити не можна: мільйони, мільйони та й ще мільйони. Отже, деякі лоцмани, дотримуючись правди, кажуть так: «Добре було тому руському багатиреві шпурляти каменюку через Дніпро, бо він стояв на правому високому березі Дніпра, то й перекинув її аж геть; а турецький багатир стояв на лівому низькому березі, то йому треба було кидати проти гори, то його справа й не вийшла».
Про ці таки кам'яні Багатирі інші кажуть інакше.
«То жили колись давно два брати, і стало їм тісно. І вирішили вони кидати камені: хто далі кине, той і зостанеться на місці, а хто кине близько, піде геть з місця. Один кинув, і камінь упав близько, а другий шпурнув так, що й брата вбив. Не захотів він з горя жити в тому місці й пішов кудись в інше».